# Purba Horison
Purba Horison is een bestuurslaag in het regentschap Simalungun van de provincie Noord-Sumatra, Indonesië. Purba Horison telt 575 inwoners (volkstelling 2010).